# K.I.N.G.
«K.I.N.G.» es un sencillo de edición limitada de la banda noruega de black metal, Satyricon de su álbum de 2006 Now, Diabolical. El álbum se limitó a 1000 copias sólo para el mercado noruego.[cita requerida]
El título de la canción proviene de "Killing In the Name of God".

## Lista de canciones
1. «K.I.N.G.» – 3:36
2. «Storm» (of the Destroyer) – 2:48

## Créditos
- Satyr - Guitarra, bajo, teclado, voz
- Frost - Batería

## Posiciones en las listas
| Año  | Álbum    | Lista                               | Posición |
| ---- | -------- | ----------------------------------- | -------- |
| 2006 | K.I.N.G. | Lista oficial de singles en Noruega | No. 7    |